# Stranična datoteka
Stranična datoteka (eng. page file, paging file, swap file) je datoteka. Moguće ju je ručno povećati ili smanjiti. Može se rasporediti na više fizičkih tvrdih diskova. Operacijski sustavi također mogu sami odrediti najprikladniju veličinu ove datoteke.
U računalnim operacijskim sustavima, straničenje (eng. paging) je jedan od načina upravljanja memorijom kojima računalo može pohraniti i preuzimati podatke radi uporabe u glavnoj memoriji. U straničenjskoj šemi upravljanja memorijom, operacijski sustav preuzima podatke iz sekundarnog spremišta u obliku blokova podataka iste veličine zvanih "stranice" (eng. pages).  Glavna prednost straničenja prema memorijskoj segmentaciji je ta što dopušta fizičkoj adresi procesa biti nekontiguiranom. Prije nego što se rabilo straničenje, sustavi su morali kontiguozno smjestiti cijele programe, što je prouzročivalo razne probleme s pohranom i fragmentiranjem.
Straničenje je važnim dijelom primjene virtualne memorije u najsuvremenijim operacijskim sustavima opće namjene, čime im dopušta diskovni pohrambeni prostor za podatke koje ne mogu stati u njihov fizički RAM. Stoga operacijski sustavi pomoću stranične datoteke na tvrdom disku simuliraju dodatni fizički RAM kad im ponestaje fizičke radne memorije (RAM).